# EROFS
EROFS (Enhanced Read-Only File System) en español 'Sistema de archivos de solo lectura mejorado' es un sistema de archivos de solo lectura liviano desarrollado por Huawei para el kernel de Linux.
EROFS tiene como objetivo proporcionar una solución para ahorrar espacio de almacenamiento mediante el uso de compresión transparente para escenarios que necesitan requisitos de solo lectura de alto rendimiento en sus dispositivos con recursos de hardware limitados, por ejemplo, teléfonos inteligentes como Android . Todos los nuevos productos de Huawei enviados con Huawei EMUI 9.0.1 o posterior usaban EROFS, y se promocionó como una de las características clave de Huawei EMUI 9.1.
El sistema de archivos se fusionó formalmente con el kernel de la línea principal con el kernel de Linux v5.4.

## Características
El sistema de archivos tiene dos diseños diferentes de inodos en disco. Uno es compacto, y el otro es extendido
- Diseño en disco Little Endian[1]
- Tamaño de bloque de 4 KB y dirección de bloque de 32 bits, lo que limita la capacidad total posible de un sistema de archivos EROFS a 16 TB.[1]
- Los metadatos y los datos podrían mezclarse mediante la tecnología de datos en línea de empaquetado final[1]
- Admite atributos y permisos POSIX , xattr y ACL[1]
- Compresión transparente de salida fija con LZ4 para relaciones de compresión relativamente más altas[1]
- Descompresión in situ para una mayor lectura secuencial[2][3]
- Característica de gran pcluster que permite hasta 1 MiB de pclusters grandes para mejores relaciones de compresión desde Linux 5.13.[4][5]
- E/S directa, compatibilidad con acceso directo (DAX), deduplicación de datos basada en fragmentos para archivos sin comprimir desde Linux 5.15.[1][6]
- Compatibilidad con varios dispositivos para imágenes de contenedores de varias capas desde Linux 5.16.[1]
- Compatibilidad con el algoritmo MicroLZMA desde Linux 5.16.[7]